# Urotrygon serrula
Urotrygon serrula is een vissensoort uit de familie van de Urotrygonidae. De wetenschappelijke naam van de soort is voor het eerst geldig gepubliceerd in 1946 door Hildebrand.